# بنجامين إس. تورنر
بنجامين إس. تورنر (بالإنجليزية: Benjamin S. Turner)‏ هو سياسي أمريكي، ولد في 17 مارس 1825 في مقاطعة هاليفاكس في الولايات المتحدة، وتوفي في 21 مارس 1894 في سلما في الولايات المتحدة. حزبياً، نشط في الحزب الجمهوري. وقد انتخب عضو مجلس النواب الأمريكي.